# Gołęczyna
Gołęczyna – wieś w Polsce położona w województwie podkarpackim, w powiecie dębickim, w gminie Pilzno.
| SIMC    | Nazwa    | Rodzaj    |
| ------- | -------- | --------- |
| 0825870 | Dół      | część wsi |
| 0825887 | Kopaliny | część wsi |
| 0825893 | Piaski   | część wsi |

Wieś w powiecie pilzneńskim w województwie sandomierskim w XVI wieku była własnością kasztelana  rozpierskiego Mikołaja Przedbora Koniecpolskiego. W latach 1975–1998 miejscowość administracyjnie należała do województwa tarnowskiego.
Wierni kościoła rzymskokatolickiego należą do parafii Narodzenia Najświętszej Maryi Panny w Dobrkowie w dekanacie Pilzno, diecezji tarnowskiej.
14 sierpnia 1944 Wehrmacht, żandarmeria i SS spacyfikowały wieś. Zabitych zostało 8 osób, kilka zabudowań spłonęło. Kilka dni później, 20 sierpnia, w odwecie za straty odniesione w potyczce z partyzantami Niemcy dokonali ponownej pacyfikacji. Spalili 10 gospodarstw i aresztowali 41 osób, które wywieźli do obozów koncentracyjnych. Wielu młodych ludzi wywieźli na roboty przymusowe. Budynki które się nie spaliły, zostały rozebrane.